# Салаберри, Шарль-Мишель де

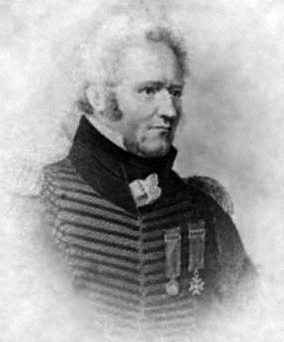
Шарль-Мишель д’Ирюмберри де Салаберри. Гравюра начала XIX века.

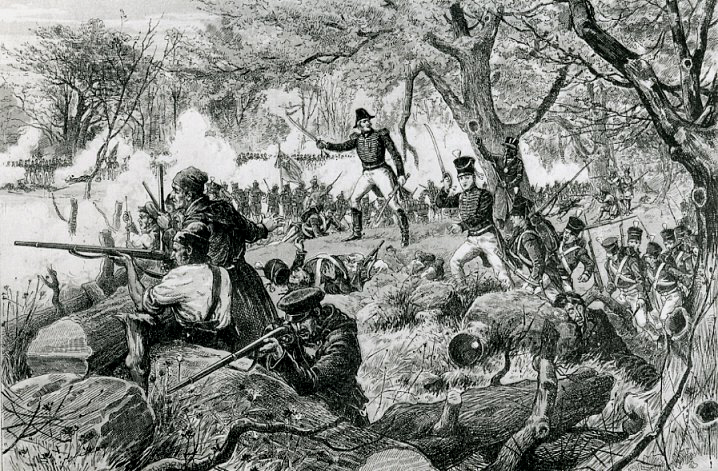
Битва при Шатоге.

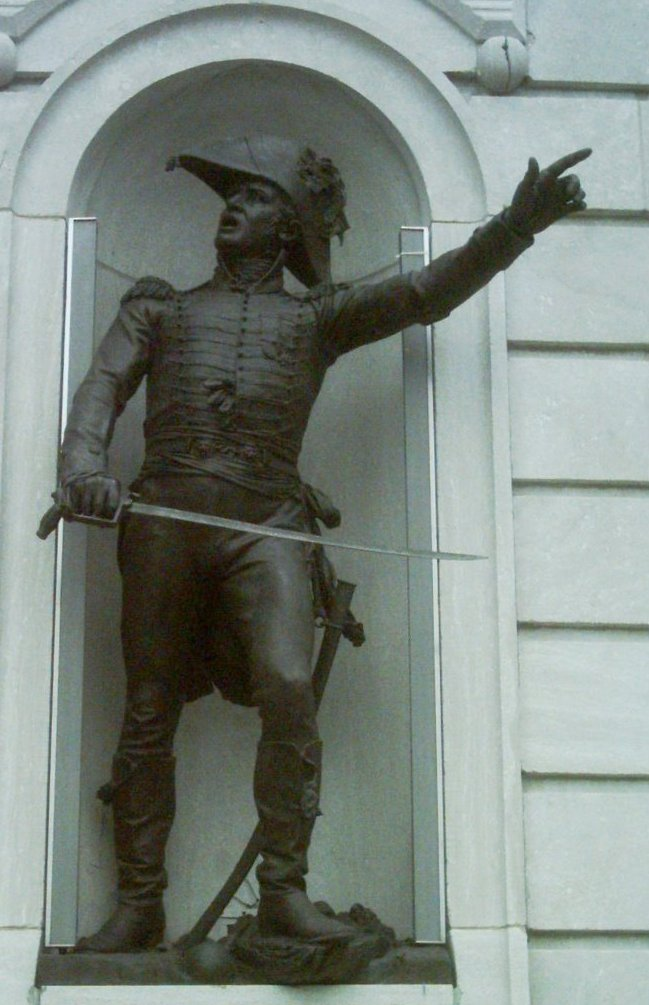
Статуя подполковника Салаберри на Парламентском здании (Квебек).

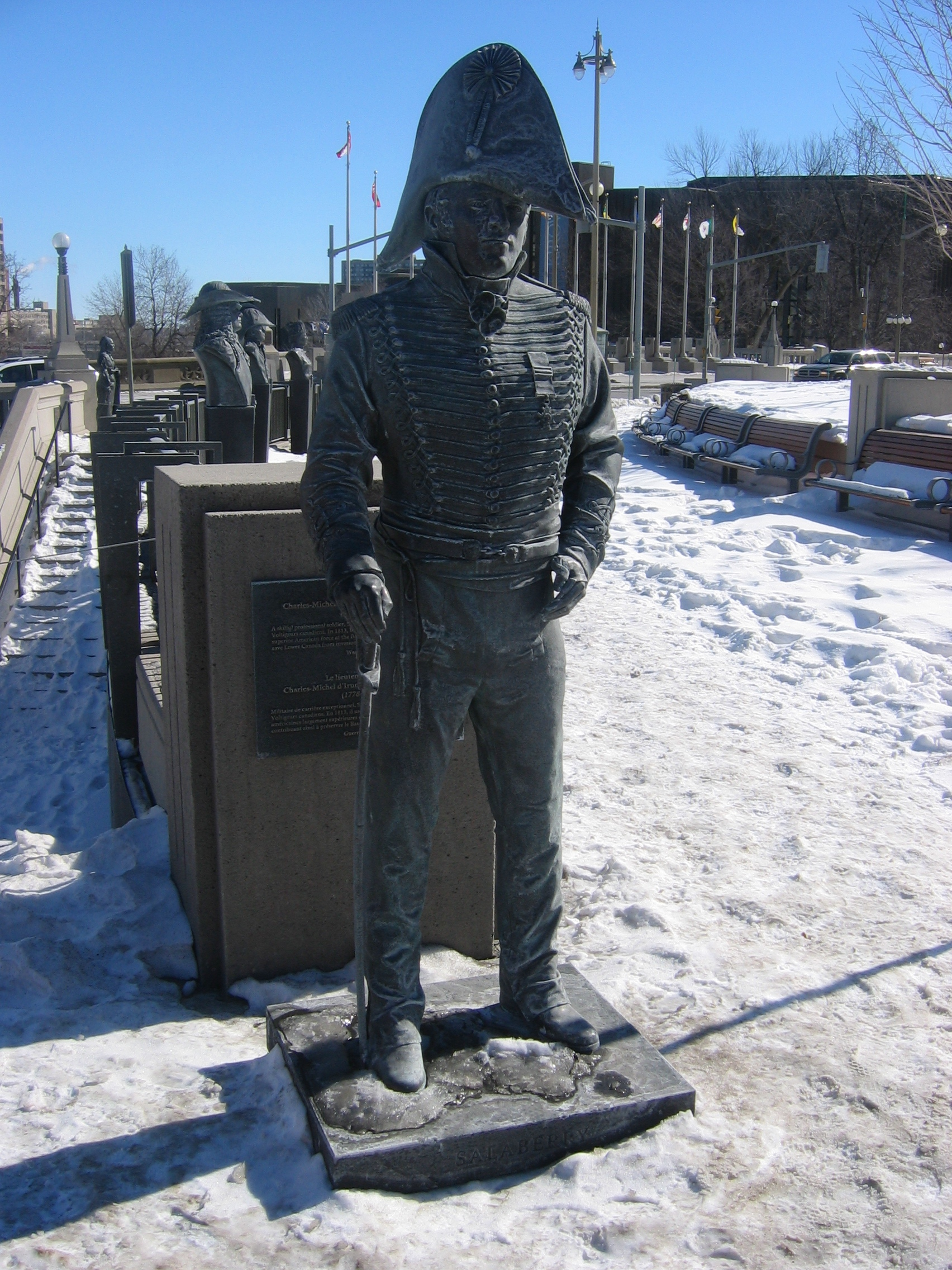
Статуя подполковника Салаберри в составе Мемориала доблестных в г. Оттава.

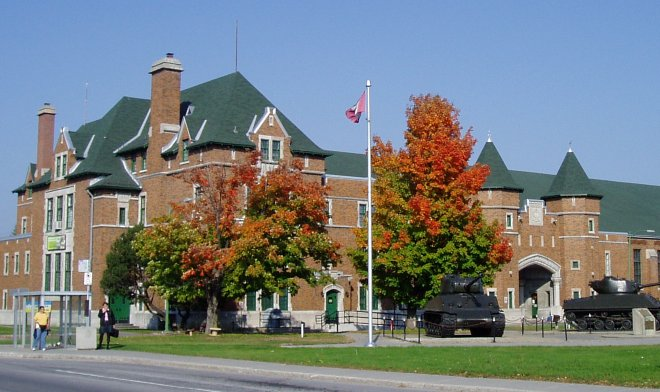
Арсенал Салаберри и Танковый парк на перекрёстке бульваров Александр-Таше и Сен-Жозеф в г. Гатино.

Шарль-Мишель д'Иренберри де Салаберри (фр. Charles-Michel d'Irumberry de Salaberry), в военно-исторической литературе обычно упоминается как Шарль де Салаберри (19 ноября 1778, поместье Бопор (пригород г. Квебек), Нижняя Канада — 27 февраля 1829, Шамбли) — военный герой Нижней Канады, известный тем, что отразил наступление превосходящих американских сил на Монреаль во время англо-американской войны 1812 года. Увековечен в скульптурной композиции Мемориала доблестных в г. Оттава.

## Биография

### Молодость
Родился в семейном поместье; помимо него, в семье было ещё три брата. Отец происходил из старинного баскского рода с давними традициями военной службы, сначала во французской армии, а после завоевания Новой Франции англичанами — в британской. Отец, Игнас де Салаберри, участвовал в обороне Квебека во время Войны за независимость США и был членом Законодательной ассамблеи Нижней Канады в течение 30 лет.
В возрасте 14 лет Шарль-Мишель поступил в 44-й полк британской армии. Он проявил храбрость в кампаниях в Вест-Индии и в Нидерландах. В 1799 году получил звание капитан-лейтенант, в 1803 году стал командиром роты, продолжил службу в Европе и в Вест-Индии.
В 1810 году вернулся в Канаду в звании подполковника. Служил адъютантом генерал-майора Френсиса де Роттенбурга. В 1812 году возглавил корпус добровольцев, «канадских вольтижёров» (лёгкой пехоты) и одновременно стал начальником штаба Канадской милиции. Салаберри организовал для ополченцев такое же обучение, как и для солдат регулярной армии, и даже купил часть оснащения за собственные деньги. Таким образом Салаберри стимулировал франкоканадцев, составлявших основную массу ополченцев, поскольку в основной массе они не горели желанием сражаться за британцев, захвативших Новую Францию всего полвека назад. Обучение солдат проводилось на английском языке, но в быту солдаты говорили по-французски.

### Англо-американская война
В ноябре 1812 года, во время англо-американской войны, Салаберри командовал авангардом сил, отбивших северную атаку Генри Дирборна во время сражения при Лаколь-Миллс. Позднее некоторые из его вольтижёров приняли участие в решающем сражении при Крайслерс-Фарм, которое, по мнению ряда авторов, «спасло Канаду».
Важнейшим военным достижением Салаберри была битва при Шатоге в октябре 1813 года, когда он перехватил и заставил повернуть превосходящие американские силы, наступавшие на Монреаль под командованием генерала Хэмптона. Из регулярных сообщений лояльных фермеров, живших вдоль границы, Салаберри узнал обо всех передвижениях Хэмптона и численности его войск, когда американцы подошли к реке Шатоге к юго-западу от Монреаля. Он приказал срубить деревья и построить из них заграждения в месте, где река Шатоге впадала в Английскую реку, после чего его войска рассеялись по лесу. Когда Салаберри увидел приближающиеся силы Хэмптона, состоявшие из 4000 солдат и 10 орудий, он послал против них отряд из 250 вольтижёров и 50 союзных воинов из племени мохавков, тогда как оставшиеся 1500 солдат Салаберри находились в резерве.
26 октября, когда Хэмптон наткнулся на баррикады, он отправил 1500 своих солдат, чтобы окружить канадцев. Салаберри воспользовался сумерками и пересечённой местностью, чтобы спутать противника, приказав дуть в горны с разных сторон, чтобы создать у противника впечатление превосходящих сил, скрывающихся в темноте. После этого канадские вольтижёры открыли ураганный огонь по врагу, находящемуся в лощине, уничтожив многих. Хэмптон не смог обойти Салаберри с фланга и вынужден был отступить к американской границе.
Сражение принесло Салаберри славу, хотя результаты могли бы оказаться для канадцев плачевными из-за его беспечности: он был настолько уверен в своей будущей победе, что не сообщил о передвижениях американцев своему начальству. В случае поражения его бы ждал военный трибунал, а Монреаль мог бы быть захвачен американцами. Тем не менее, поскольку Салаберри победил, Британия отчеканила золотую медаль в память о битве при Шатоге, а сам подполковник стал легендарной фигурой в истории Квебека.
После победы при Шатоге Салаберри стал полевым инспектором лёгких пехотинцев в Канаде.

### Послевоенные годы
После окончания войны Салаберри приобрёл репутацию героя. Уволившись из армии, он служил мировым судьёй в различных окружных судах, а в 1818 году был назначен в Законодательное собрание Нижней Канады. После смерти отца он стал владельцем поместья Сен-Матьяс.
В 1817 году он стал компаньоном Ордена Бани.
Умер в городе Шамбли (ныне пригород Монреаля) 26 февраля 1829 года.

## Наследие
Бронзовый памятник на углу улиц Бургонь и Салаберри возведён в Шамбли скульптором Луи-Филиппом Эбером и открыт 26 октября 1881 года.
Также статуя Салаберри включена в состав Мемориала доблестных в Оттаве.
В честь Салаберри названа казарма в г. Гатино на бульваре Александр-Таше, рядом с которой ныне расположен Танковый парк.
В честь Ш. де Салаберри назван город Салаберри-де-Валлифилд.
В настоящее время многочисленные потомки Салаберри живут по всей территории Канады. Двое из его сыновей, Шарль-Рене-Леонидас д'Ирюмберри де Салаберри и Мельхиор-Альфонс де Салаберри, также служили в армии.
Одна из четырёх 25-центовых монет, выпущенных Канадским монетным двором к двухсотлетию войны 1812 года посвящена Салаберри.